# Hedemora Verkstäder
Hedemora Verkstäder var ett svenskt verkstadsföretag sprunget ur Södra Dalarnas Gjuteri och Mekaniska Verkstad, ett företag som har sin grund på 1870-talet. Aktiebolaget Södra Dalarnas Gjuteri och Mekaniska Verkstad bildades 1903, och ombildades till Hedemora Verkstäder 1924.

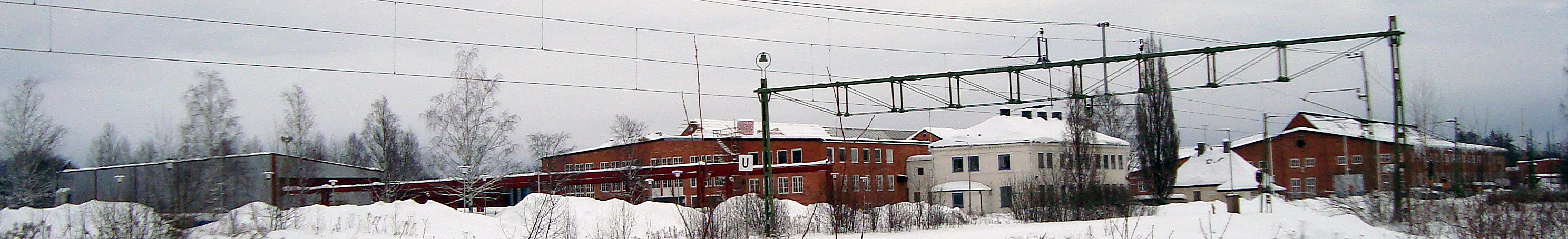
Hedemora verkstäders gamla fabriksområde 2010.

Under sin storhetstid på 1960-talet hade man 500 personer anställda i företaget.
Verkstäderna har under åren bland annat tillverkat radiatorer, stativet till den första separatorn som Gustaf de Laval tog fram, dieselmotorer till båtar, tåg och reservkraftverk, filter till cellulosaindustrin samt bullerdämpning.
Hedemora Verkstäder har ägts av flera storföretag, till exempel Avesta Jernverk, Nordstjernan, Alfa Laval och den kanadensiska koncernen GL&V.

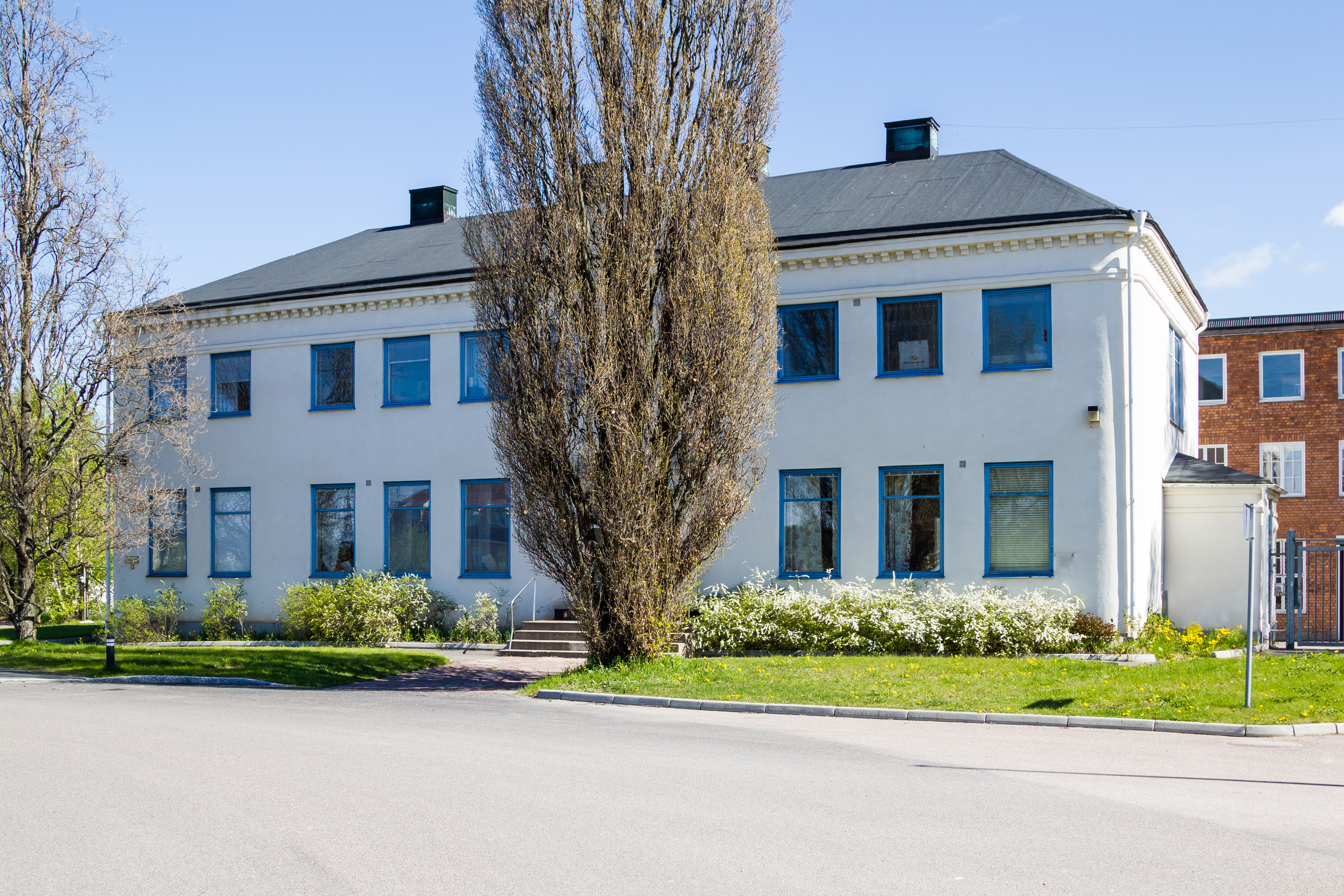
Kontoret, 2015.

Företaget har under åren delats upp i olika företag, varav bland annat HIAK (Hedemora Industriakustik AB) och Hedemora Diesel AB fortfarande finns kvar.
1990 såldes lokalerna och tillverkningen av filter för pappersbruk och massafabriker  till Alfa Laval.  Alfa Laval slog samman denna verksamhet med Alfa Laval Celleco (som tidigare varit en konkurrent).  Alfa Laval Cellecos huvudkontor blev huvudkontor för den sammanslagna verksamheten. Bolaget bytte namn till Alfa Laval Celleco Hedemora AB med Hedemora Verkstäder som bifirma.  I likhet med vad som hänt vid andra sådana sammanslagningar så byttes VD, vice VD och ekonomichef. Några nyckelpersoner värvades av en konkurrent(Andritz) som startade ett eget kontor i Hedemora.  
Efter ett par år köptes verksamheten av Tetra Pac-koncernen.
I början på 1990-talet visade Hedemora Verkstäder bra resultat och det gjordes stora investeringar i nya maskiner och upprustning av lokalerna. Storsäljaren var Hedemora VDF-5,2 filter, en produkt som utvecklats av det egna konstruktionskontoret. Men efter några år blev konkurrensen från andra stora företag som utvecklat liknande produkter tuffare. Svetsjobb kunde utföras billigare i östra Europa där lönenivån var lägre. 1997 utbröt den så kallade Asienkrisen något som ledde till mycket kraftigt minskad efterfrågan från pappers- och massaindustrin i Sydostasien. I början av 1998 bjöd Tetra Pac ut verksamheten till försäljning.  I slutet av sommaren 1998 tog GL&V-koncernen över som ägare. Redan efter drygt ett år så beslöt GL&V att sälja tillverkningen i Hedemora men behålla reservdelsförsäljningen.  Tillverkning av filter drevs vidare i ett par år med en annan ägare men efter en konkurs så stängde Hedemora Verkstäder för gott 2005.
Reservdelslagret och ett lokalt kontor för GL&V flyttade till en annan lokal på samma gata. GL&V köptes 2019 av  Valmet-koncernen.
Hedemora Verkstäders gamla lokaler fungerar numer som ett företagshotell för verkstadsföretag och en paddelhall.